# Pi-Ramzes

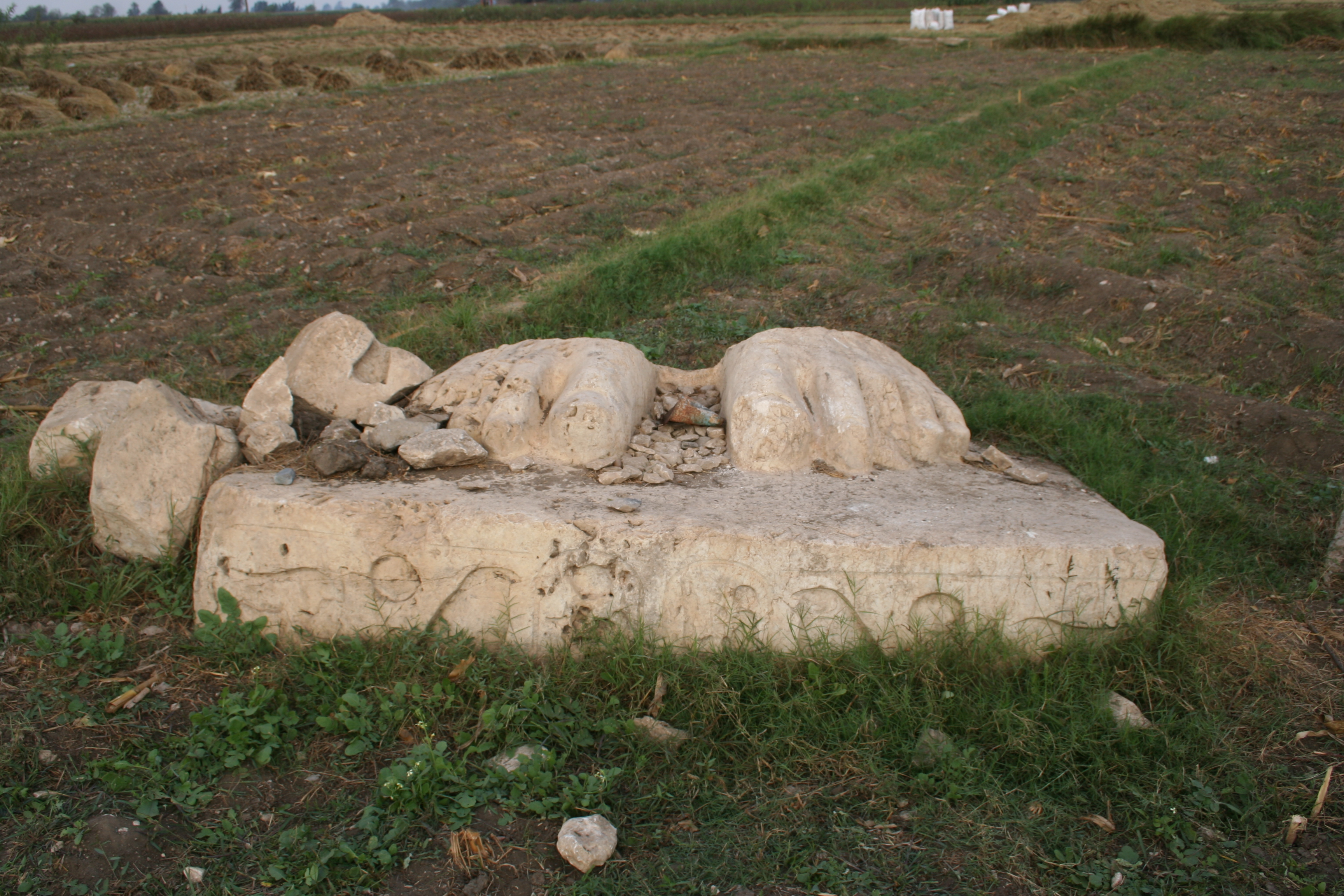
Stanowisko archeologiczne Kantir w Egipcie – fragment monumentalnego posągu Ramzesa II

Pi-Ramzes, Pi-Ramesse – starożytne miasto w Egipcie, będące od czasów panowania Ramzesa II (XIII wiek p.n.e.) rezydencją królewską faraonów.

## Lokalizacja
Miasto Pi-Ramzes było zlokalizowane w północno-wschodniej części Egiptu. Lokalizacja była dogodna pod względem polityczno-ekonomicznym. Miejscowość leżała nad taniską odnogą Nilu (wschodnia część Delty Nilu), wpadającą do Morza Śródziemnego, oraz blisko szlaku handlowego, biegnącego z Syrii i Palestyny przez przesmyk Synajski do Egiptu. Współcześnie na terenie Pi-Ramses znajduje się stanowisko archeologiczne Kantir. 

## Badania archeologiczne
Zlokalizowanie Pi-Ramses sprawiało trudności archeologom. Początkowo miasto było utożsamiane z Tanis i pobliskim Awaris – portem w pobliżu Pi-Ramses. W latach dwudziestych XX wieku w okolicach współczesnego Kantira znaleziono wiele glazurowanych kafelków z wizerunkami ryb, kwiatów, gęsi i in. Na niektórych z nich znajdowały się imiona Setiego I i Ramzesa II. Poza kafelkami odkryto stele, rzeźby i części portali. W wyniku badań ustalono, że pochodziły z okresu XIX i XX dynastii (XIII–XI wiek p.n.e.). Na północ od Kantira znaleziono piedestał, na którym niegdyś umieszczony był kolos Ramzesa II w pozycji siedzącej. Prawdopodobnie statua znajdowała się przed świątynią. W połowie lat sześćdziesiątych na wykopaliskach Pi-Ramzes pracowała austriacka ekspedycja na czele z Manfredem Bietakiem.

## Historia
Miasto powstało prawdopodobnie w czasach panowania Setiego I. Znajdowała się tu – w bezpośredniej bliskości od Awaris – letnia rezydencja faraonów. Po pogrzebie ojca Ramzes II postanowił, że zostanie ona nowym centrum państwa pod nazwą Pi-Ramesse (Pi-Ramzes)-Aa-nachtu, co w tłumaczeniu oznaczało „Domena Ramzesa Wielkiego Zwycięstwami”, „Dom Ramzesa” bądź „Dom Ramzesa umiłowanego przez Amona, ka wielkiego Re-Horachte”. Nad budową Pi-Ramzes pracowali m.in. Hebrajczycy: Budowano wówczas dla faraona miasta na składy: Pitom i Ramses (Wj 1,11) i prawdopodobnie z tego miejsca rozpoczął się exodus biblijny. Wiadomo, że już w czwartym roku panowania Ramzes z wyprawy wojennej 1275 roku p.n.e., mającej na celu przyłączenie do Egiptu Kanaanu, części Fenicji wraz z Irkatą, Tyrem i Byblos oraz kraju Amurru, powracał triumfalnie do swojej nowej stolicy. Stąd też rok później wojska faraona wyruszyły w nieudaną wyprawę na Kadesz.
Liczba mieszkańców stolicy Ramzesa II szybko rosła. Ludność była zróżnicowana pod względem kulturowym i religijnych, o czym świadczy zapis o budowie świątyń Amona w zachodniej części Pi-Ramzes, Seta i Astarte – w dzielnicach południowych południu, Buto – na północy. Pi-Ramzes istniało w XIII–XI wieku p.n.e., później zostało opuszczone.